# Campeonato de Primera División 1923 (Venezuela)
El América Fútbol Club conquistó su segundo título y el subcampeón fue Centro Atlético Sport Club. Durante estas tres primeras temporadas del fútbol caraqueño, al parecer sólo jugaron estos dos equipos. Posiblemente, el Loyola Sport Club también actuó en este campeonato, de acuerdo con una foto del equipo loyoltarra que fue publicada en la revista El Desafío de la Historia. En la categoría juvenil, América FBC ganó el título con una plantilla integrada por alumnos del Colegio San Francisco de Sales. El equipo derrotó al Loyola Sport Club (4-0), Venzóleo (1-0) y Alfarería Gómez (4-0). Aquí sus jugadores:
1. Aníbal Russian Pavan
2. Santón Anzola Saavedra
3. Juan Rodríguez Rosales
4. Emilio Valarino
5. Ernesto Fedón Coffin
6. Florencio Robles Santelli
7. Claudio Vargas Mendoza (Peruano)
8. Miguel Mileo Marrero
9. Francisco Valdivieso Otaola
10. Patricio Palacios
11. José María Zamora

Américas Fútbol Club

Campeón
2.º título